# Puchar Vaniera

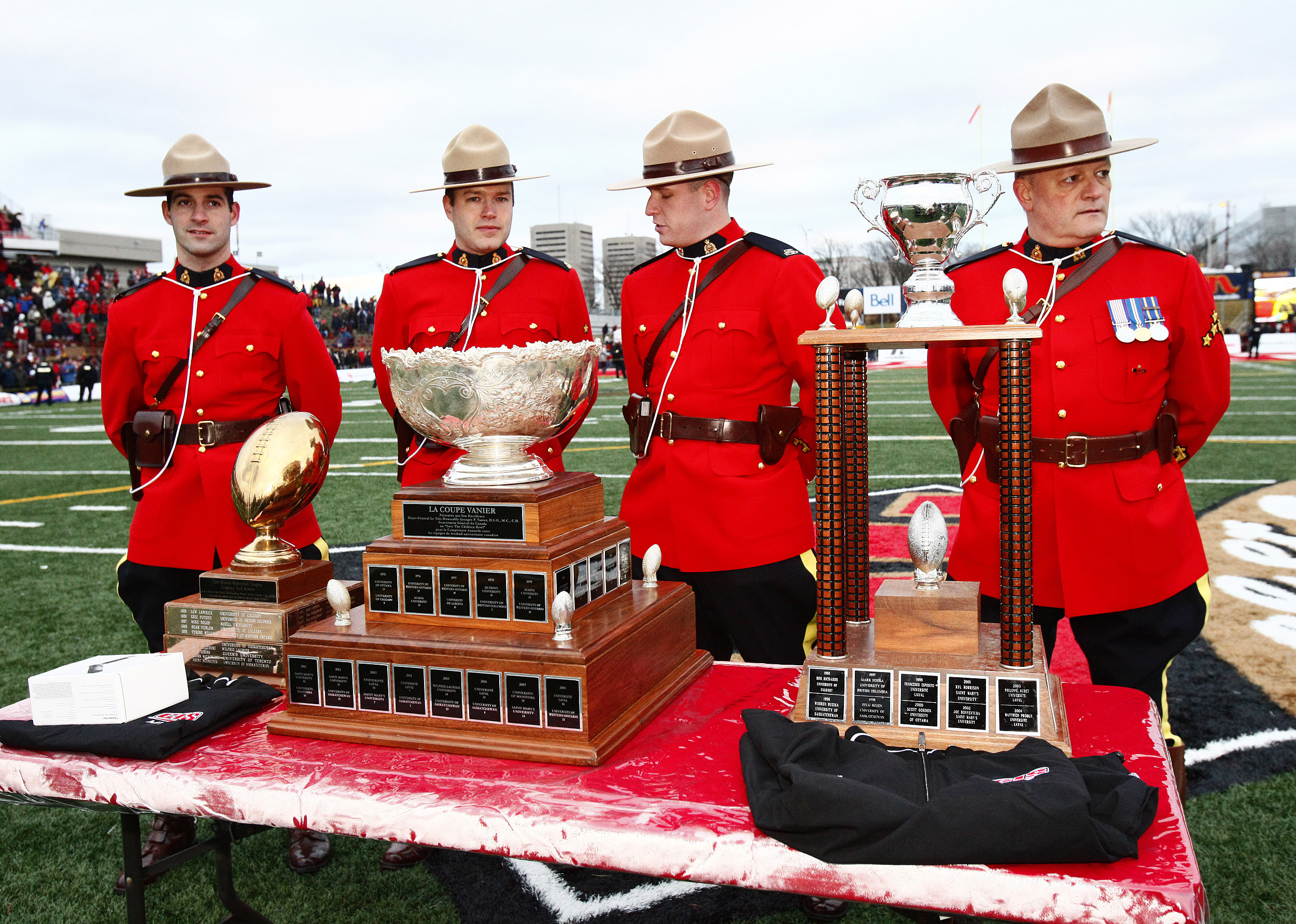
Pośrodku Puchar Vaniera

Puchar Vaniera (ang. Vanier Cup, fr. Coupe Vanier) – finałowy mecz o mistrzostwo w futbolu kanadyjskim rozgrywek uniwersyteckich organizacji U Sports oraz nazwa trofeum przyznawanego zwycięzcy tego meczu. 

## Historia
Trofeum nosi imię Georges Vaniera, gubernatora generalnego Kanady w latach 1959–1967. Vanier Cup został ufundowany w 1965 roku jako trofeum finału rozgrywek CIS football, zwanego Canadian College Bowl. Przez pierwsze dwa lata w Canadian College Bowl grały drużyny wybierane przez instytucje sportowe, podobnie jak w systemie stosowanym w amerykańskim College football. W 1967 roku Canadian College Bowl został finałem systemu play-off o akademickie mistrzostwo Kanady w futbolu kanadyjskim. Sezonu 2020 nie rozegrano z powodu epidemii koronawirusa.

## Bilans drużyn
| Liczba tytułów | Klub                         | Lata triumfów                                                    |
| -------------- | ---------------------------- | ---------------------------------------------------------------- |
| 11             | Laval Rouge et Or            | 1999, 2003, 2004, 2006, 2008, 2010, 2012, 2013, 2016, 2018, 2022 |
| 8              | Western Mustangs             | 1971, 1974, 1976, 1977, 1989, 1994, 2017, 2021                   |
| 5              | Calgary Dinos                | 1983, 1985, 1988, 1995, 2019                                     |
| 4              | UBC Thunderbirds             | 1982, 1986, 1997, 2015                                           |
| 4              | Queen's Golden Gaels         | 1968, 1978, 1992, 2009                                           |
| 3              | Saskatchewan Huskies         | 1990, 1996, 1998                                                 |
| 3              | Saint Mary's Huskies         | 1973, 2001, 2002                                                 |
| 3              | Alberta Golden Bears         | 1967, 1972, 1980                                                 |
| 3              | Manitoba Bisons              | 1969, 1970, 2007                                                 |
| 2              | Montreal Carabins            | 2014, 2023                                                       |
| 2              | Ottawa Gee-Gees              | 1975, 2000                                                       |
| 2              | Wilfrid Laurier Golden Hawks | 1991, 2005                                                       |
| 2              | Acadia Axemen                | 1979, 1981                                                       |
| 2              | Toronto Varsity Blues        | 1965, 1993                                                       |
| 1              | McMaster Marauders           | 2011                                                             |
| 1              | McGill Redmen                | 1987                                                             |
| 1              | St. Francis Xavier X-Men     | 1966                                                             |
| 1              | Guelph Gryphons              | 1984                                                             |